# Sračinec
Sračinec est un village et une municipalité située dans le comitat de Varaždin, en Croatie. Au recensement de 2001, la municipalité comptait 4 714 habitants, dont 98,73 % de Croates et le village seul comptait 3 725 habitants.

## Localités
La municipalité de Sračinec compte 2 localités : Sračinec et Svibovec Podravski.